# Myresjö församling
Myresjö församling var en församling i Växjö stift och Vetlanda kommun. Den 1 januari 2010 uppgick församlingen i Lannaskede församling.
Församlingskyrkor var Myresjö gamla kyrka och Lannaskede-Myresjö kyrka.

## Administrativ historik
Församlingen har medeltida ursprung.
Församlingen var till 1992 moderförsamling (efter 1962 annexförsamling) i pastoratet Myresjö och Lannaskede. Från 1992 annexförsamling i pastoratet  Lannaskede, Ramkvilla, Fröderyd, Bäckaby och Myresjö. Den 1 januari 2010 uppgick församlingen i Lannaskede församling.
Församlingskod var 068522.

## Kyrkoherdar
| Ämbetstid | ! Namn                       | Levnadstid | Övrigt                                        |
| --------- | ---------------------------- | ---------- | --------------------------------------------- |
| 1314–1328 | Paulus Thordhaeson           |            |                                               |
| 1430–1431 | Inge Olafsson                |            |                                               |
| 1490      | Olof Must                    |            |                                               |
| –1523     | Laurentius                   |            | Senare kyrkoherde i Vetlanda församling.      |
| 1524–     | Petrus Michaelis             |            |                                               |
| 1549      | Jöns                         |            |                                               |
| 1564–1567 | Birger Larsson               |            |                                               |
| 1567–1570 | Jonas Andreae                |            |                                               |
| 1570–1581 | Gerlachus Svenonis           |            | Riksdagsman.                                  |
| 1582–1593 | Jonas Halsteni               |            |                                               |
| 1598–1612 | Ericus Michaelis             |            |                                               |
| 1613–1658 | Jonas Petri                  | –1658      |                                               |
| 1658–1676 | Magnus Svenonis Danaeus      | 1600–1676  |                                               |
| 1678–1684 | Ericus Gudmundi Wallinus     |            |                                               |
| 1684–1711 | Johannes Strelingius         | 1647–1711  |                                               |
| 1712–1731 | Nicolaus Sylvius             | 1662–1732  |                                               |
| 1733–1750 | Jonas Virgander              | 1701–1750  |                                               |
| 1752–1785 | Petrus Aulander              | 1717–1785  |                                               |
| 1785–1798 | Jonas Ödman                  |            | Senare kyrkoherde i Norra Sandsjö församling. |
| 1799–1806 | Johan Ekstrand               | 1754–1806  |                                               |
| 1806–1814 | Carl Christopher Bolander    | 1769–1814  |                                               |
| 1814–1835 | Johan Engstrand              | 1773–1854  | Senare kyrkoherde i Lenhovda församling.      |
| 1836–1837 | Jon Björkdahl                | 1776–1837  |                                               |
| 1837–1848 | Carl Johan Hjelm             | 1787–1848  |                                               |
| 1848–1860 | Anders Johan Berg            |            | Senare kyrkoherde i Tofteryds församling.     |
| 1861–1869 | Abraham Wikbom               | 1797–1869  |                                               |
| 1869–1877 | Samuel Enevald Lönegren      | 1815–1877  |                                               |
| 1878–1886 | Johan Peter Wilhelm Ericsson | 1831–1886  |                                               |
| 1886–1920 | Johan Peter Nilsson          | 1836–1920  |                                               |
| 1920–1932 | Sven Johan Alfred Carlsson   | 1873–      |                                               |